# Rize Atatürkstadion
Het Rize Atatürk Stadion (Turks: Rize Atatürk Stadı) is een voetbalstadion in Rize, Turkije. Het stadion was tot de opening van het Yeni Rize Şehirstadion in 2009 de thuisbasis van Çaykur Rizespor. Zoals vele (voetbal)stadions in Turkije, is ook dit stadion vernoemd naar de grondlegger van het moderne Turkije: Mustafa Kemal Atatürk. Het stadion heeft een capaciteit van 10.459 plaatsen.
Het stadion was op 12 februari 2001 decor van een historische overwinning op Beşiktaş. De wedstrijd eindigde in een 5-1-overwinning van Çaykur Rizespor. Op 5 november 2006 won Çaykur Rizespor in het Rize Atatürk Stadion met 2-1 van Galatasaray.